# 下輩子還嫁給你
《下辈子还嫁给你》，当代情感电视剧，2012年殺青。陈德容、陈昭荣、斓曦、张若昀等主演。

## 播出時間
- 2013年1月28日 山东影视频道 (改名為"瘋狂的新娘")
- 2013年3月29日 山东卫视
- 2013年4月18日 东南卫视

## 劇情概要
民初，沈云娘(陈德容 飾)算是苦命女子，自小與傅文旭(陈昭荣 飾)相爱，在幼時被同父异母的哥哥欺凌。本傅母亦不想儿子与云娘婚事，两人婚后，云娘把傅家生意處理得好，傅母開始接納云娘。可在沈万生的谋害下，云娘流产并遭遇父亲身亡，几乎崩溃。
云娘被關柴房不進與傅文旭見面，云娘之后秘密地生下一子念文，並且离开傅家，独自在后山生活。长大后的念文知道母親的委屈，决定为母亲讨回公道，云娘不想兒子為仇恨報復，最終云娘的結局如何? 

## 演員
| 演員            | 角色         | 關係/暱稱                  |
| 陈莎莉          | 傅母         | 傅文旭母亲                 |
| 陈昭荣          | 傅文旭       | 傅家少爺、云娘和琪琪丈夫   |
| 陈德容          | 沈云娘       | 傅文旭正室、傅念文母亲     |
| 斓曦            | 罗琪琪       | 傅文旭二姨太、傅鹏举母亲   |
| 张若昀          | 傅念文       | 文旭和云娘儿子             |
| 午马            | 沈父         | 云娘父亲                   |
| 李雨泽          | 沈万生       | 云娘同母异父哥哥           |
| 田丽            | 李梅英       | 万生之妻                   |
| 吴雨桐          | 沈静芳       | 万生和梅英之女、喜欢念文   |
| 董可飞          | 傅鹏举       | 文旭和琪琪的儿子、喜欢静芳 |
| 姜帆 童年：柴蔚 | 杏儿（小蓉） | 静芳近待、喜歡念文         |
| 郭军            | 老袁         | 喜欢云娘                   |
| 叶静            | 山本一郎     | 喜欢云娘                   |